# Giants Basket Marghera 2017-2018
Questa voce raccoglie le informazioni riguardanti la Giants Basket Marghera nelle competizioni ufficiali della stagione 2017-2018.

## Stagione
La stagione 2017-2018 delle Giants Marghera è la dodicesima che disputa in Serie A2 femminile.

## Verdetti stagionali
Competizioni nazionali
- Serie A2:

stagione regolare: 6º posto su 16 squadre (18-12);
play-off: quarti di finale persi contro Crema (55-69).

## Rosa
|    | Naz.                 | Ruolo | Sportivo                   | Anno |     |  |  |
| -- | -------------------- | ----- | -------------------------- | ---- | --- |  |  |
| 00 | Italia (bandiera)    | GA    | Giorgia Trevisanato        | 1998 | 175 |  |  |
| 4  | Italia (bandiera)    | G     | Veronica Fiorin            | 2000 | 172 |  |  |
| 5  | Italia (bandiera)    | G     | Margherita Anna Gaia Gatto | 2000 | 172 |  |  |
| 8  | Italia (bandiera)    | A     | Sara Toffolo               | 2000 | 184 |  |  |
| 10 | Italia (bandiera)    | P     | Claudia Castria            | 1997 | 170 |  |  |
| 11 | Italia (bandiera)    | G     | Marta Granzotto            | 1992 | 175 |  |  |
| 12 | Italia (bandiera)    | P     | Giulia Cecili              | 1999 | 164 |  |  |
| 14 | Italia (bandiera)    | GA    | Silvia Pastrello           | 2001 | 181 |  |  |
| 15 | Italia (bandiera)    | G     | Elena Giordano             | 2002 | 178 |  |  |
| 16 | Italia (bandiera)    | AC    | Irene Biancat Marchet      | 1997 | 183 |  |  |
| 23 | Italia (bandiera)    | A     | Eleonora Salmaso           | 1999 | 177 |  |  |
| 25 | Italia (bandiera)    | G     | Irene Pieropan             | 1991 | 175 |  |  |
| 32 | Italia (bandiera)    | AC    | Virginia Furlani           | 1999 | 183 |  |  |
| 44 | Argentina (bandiera) | AC    | Florencia Llorente         | 1992 | 182 |  |  |

## Mercato
| Acquisti         | Acquisti                   | Acquisti            | Acquisti   |
| R.               | Nome                       | da                  | Modalità   |
| ---------------- | -------------------------- | ------------------- | ---------- |
| AC               | Virginia Furlani           | Bonfiglioli Ferrara | definitivo |
| G                | Marta Granzotto            | Alpo Basket         | definitivo |
| G                | Irene Pieropan             | Vicenza             | definitivo |
| AC               | Florencia Llorente         | Club Atlético Lanús | definitivo |
| Altre operazioni |                            |                     |            |
| R.               | Nome                       | da                  | Modalità   |
| G                | Margherita Anna Gaia Gatto | dalle giovanili     | definitivo |
| G                | Elena Giordano             | dalle giovanili     | definitivo |

| Cessioni | Cessioni          | Cessioni           | Cessioni       |
| R.       | Nome              | a                  | Modalità       |
| -------- | ----------------- | ------------------ | -------------- |
| GA       | Macarena Rosset   | Sedis Seu d'Urgell | fine contratto |
| A        | Sara Zavalloni    | Tigers RL Forlì    | fine contratto |
| G        | Federica Iannucci | Pol. A.Galli       | fine contratto |
| C        | Carla Fabris      | PF Mestrina        | fine contratto |
| PG       | Anna Gini         | NP Treviso         | fine contratto |
| A        | Beatrice Baldi    | San Martino        | fine contratto |

## Risultati

### Campionato

#### Play-off Promozione

##### Quarti di finale
| Arbitri: | Alberto Giansante (Siena) Alexa Castellaneta (Bolzano) |

|            |          |             |
| Nori 13    | Punti    | 12 Pieropan |
| Togliani 3 | Assist   | 3 Granzotto |
| Benić 8    | Rimbalzi | 7 Llorente  |

## Statistiche

### Statistiche di squadra
| Competizione | Punti | In casa | In casa | In casa | In casa | In casa | In trasferta | In trasferta | In trasferta | In trasferta | In trasferta | Totale | Totale | Totale | Totale | Totale | Totale |
| Competizione | Punti | G       | V       | P       | Ptf     | Pts     | G            | V            | P            | Ptf          | Pts          | G      | V      | P      | Ptf    | Pts    | Diff.  |
| ------------ | ----- | ------- | ------- | ------- | ------- | ------- | ------------ | ------------ | ------------ | ------------ | ------------ | ------ | ------ | ------ | ------ | ------ | ------ |
| Serie A2     | 36    | 15      | 10      | 5       | 916     | 874     | 15           | 8            | 7            | 868          | 854          | 30     | 18     | 12     | 1784   | 1728   | +56    |
| Play-off     |       | -       | -       | -       | -       | -       | 1            | 0            | 1            | 55           | 69           | 1      | 0      | 1      | 55     | 69     | -14    |
| Totale       | 36    | 15      | 10      | 5       | 916     | 874     | 16           | 8            | 8            | 923          | 923          | 31     | 18     | 13     | 1839   | 1797   | +42    |